# Schloss Rochefort (Rochefort)

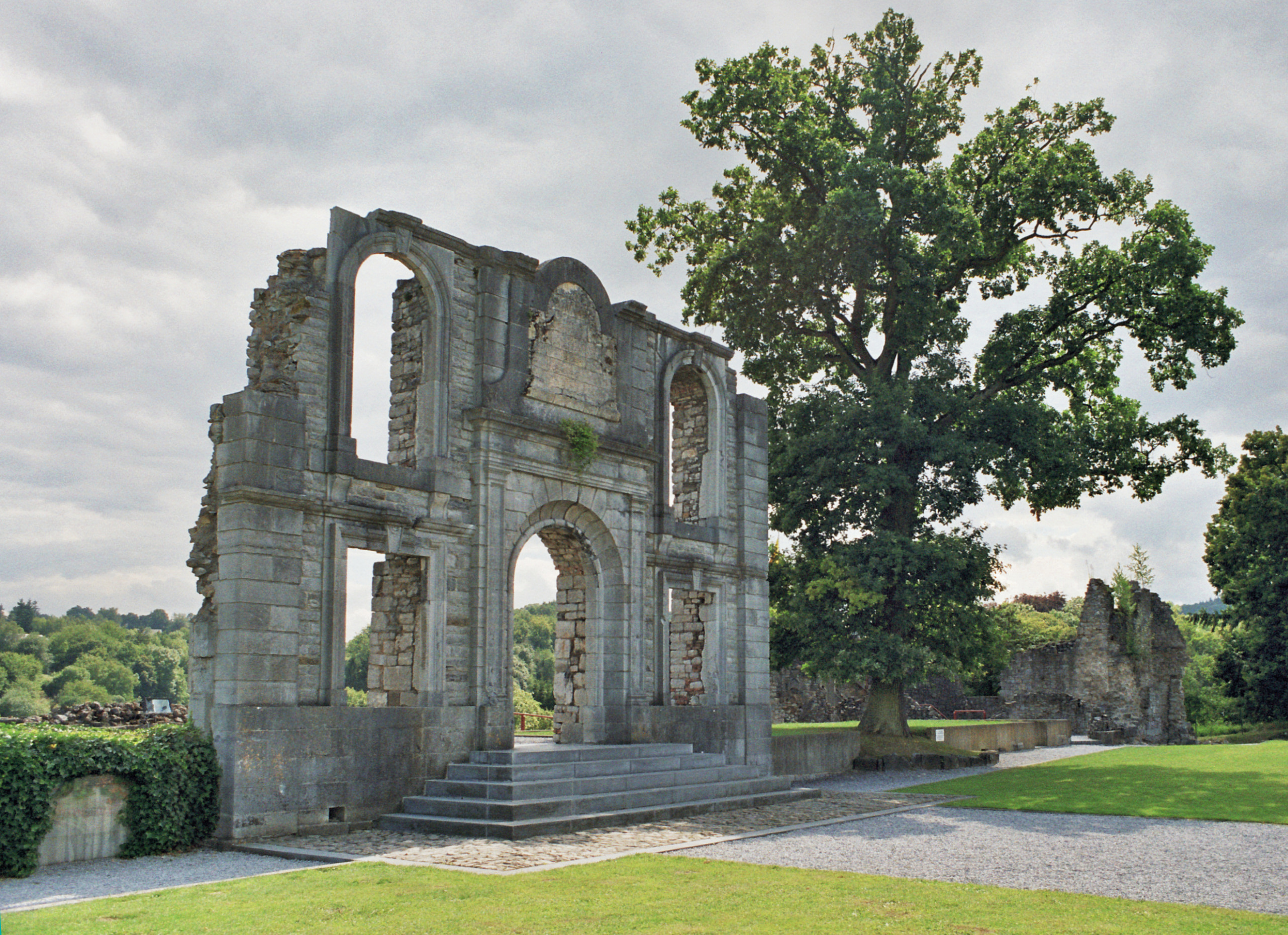
Erhaltener Rest des Mittelrisalits von Schloss Rochefort

Die Ruine des Schlosses Rochefort (französisch Château comtal de Rochefort) liegt etwa 25 Kilometer südöstlich von Dinant in der belgischen Provinz Namur auf einem langgestreckten Felsplateau über dem Ort Rochefort in der Wallonie. Das Schloss geht auf eine mittelalterliche Burganlage der Familie Montaigu zurück, die seinerzeit die größte Wehranlage in der Famenne war. Nur etwa zehn Kilometer Luftlinie entfernt steht in südwestlicher Richtung das gut erhaltene Schloss Lavaux-Sainte-Anne.
Wegen der guten strategischen Lage wurde die Anlage im Laufe ihrer Geschichte mehrfach belagert, bestürmt und eingenommen. Nachdem Mitglieder der Familie zu Stolberg die Wehranlage zu einem repräsentativen Schloss um- und ausgebaut hatten, wurde sie Ende des 18. Jahrhunderts vom französischen Staat konsfisziert und 1811 als Nationaleigentum verkauft. Finanzielle Schwierigkeiten des Eigentümers führten dazu, dass das Schloss als Steinbruch genutzt wurde, um das Baumaterial gewinnbringend zu verkaufen.
1966 wurden einzelne noch vorhandene Mauerreste der Schlossruine als Baudenkmal unter Denkmalschutz gestellt, 1971 erfolgte die Unterschutzstellung der gesamten Ruine sowie die des Burgareals als Bodendenkmal. Die Anlage ist nur für Gruppen nach Voranmeldung und im Rahmen einer Führung zu besichtigen.

## Geschichte
Rochefort verdankt seinen Namen einer Befestigung (rocha fortis), die von den ersten Herren Rocheforts, der Familie Montaigu, auf einem Felssporn erbaut worden war. Diese Anlage wurde 1155 erstmals urkundlich erwähnt, existierte aber wohl schon im 11. Jahrhundert. 1147 kam sie an die Familie von Duras, über die sie 1187 in den Besitz der Familie von Walcourt wechselte. Einer der Burgbesitzer aus jener Familie gründete 1230 das Trappistenkloster Notre-Dame de Saint-Rémy. Im 15. Jahrhundert wechselte die Anlage erneut den Besitzer: Agnès de Rochefort, Erbtochter Jeans III. de Walcourt-Rochefort, wurde 1422 die zweite Frau Eberhards II. von der Mark und brachte sie an seine Familie. Als sich Eberhard II. gegen den Herzog von Burgund, Philipp den Guten, auflehnte, ließ er dessen Besitzungen durch eine Räuberbande überfallen und verwüsten. Ihr Quartier hatte die Bande in der Burg Rochefort aufgeschlagen, von wo aus sie ihre Raubzüge startete. Um dem Treiben ein Ende zu setzen, belagerten Truppen des Lütticher Fürstbischofs 1445 die Burganlage und beschädigten sie dabei stark. Räuber und Burgherr wurden festgesetzt, und Eberhards Sohn Ludwig I. folgte seinem Vater als Herr von Rochefort nach.
Nachdem die Seigneurie Rochefort 1494 vom späteren Kaiser Maximilian I. zu einer Grafschaft erhoben worden war, kamen Burg und Grafschaft 1544 an die Familie zu Stolberg, die sie für rund 30 Jahre besaß, ehe der Besitz 1574 an das Geschlecht derer von Löwenstein-Wertheim kam. Zwei Sprösslinge dieser Familie waren die bedeutendsten Besitzer des Schlosses: Johann Dietrich von Löwenstein-Wertheim-Rochefort (von 1611 bis 1644) und sein Enkel Johann Ernst (von 1701 bis 1731), der Bischof von Tournai und Fürstabt der Reichsabtei Stablo-Malmedy war. Während des Kriegs zwischen Frankreich und Spanien griffen spanische Soldaten unter dem Kommando des gebürtigen Lothringers Latour das Schloss am 21. März 1651 an und konnten es einnehmen. Die folgenden drei Monate hielten sie es besetzt. Zwei Jahre später versuchten Truppen Condés unter der Führung des Grafen von Duras im Februar und Juni erfolglos, das Schloss einzunehmen. 1674 kampierten vorübergehend kaiserliche Truppen unter dem Kommando des Grafen von Bucquoy im Wirtschaftshof des Schlosses.

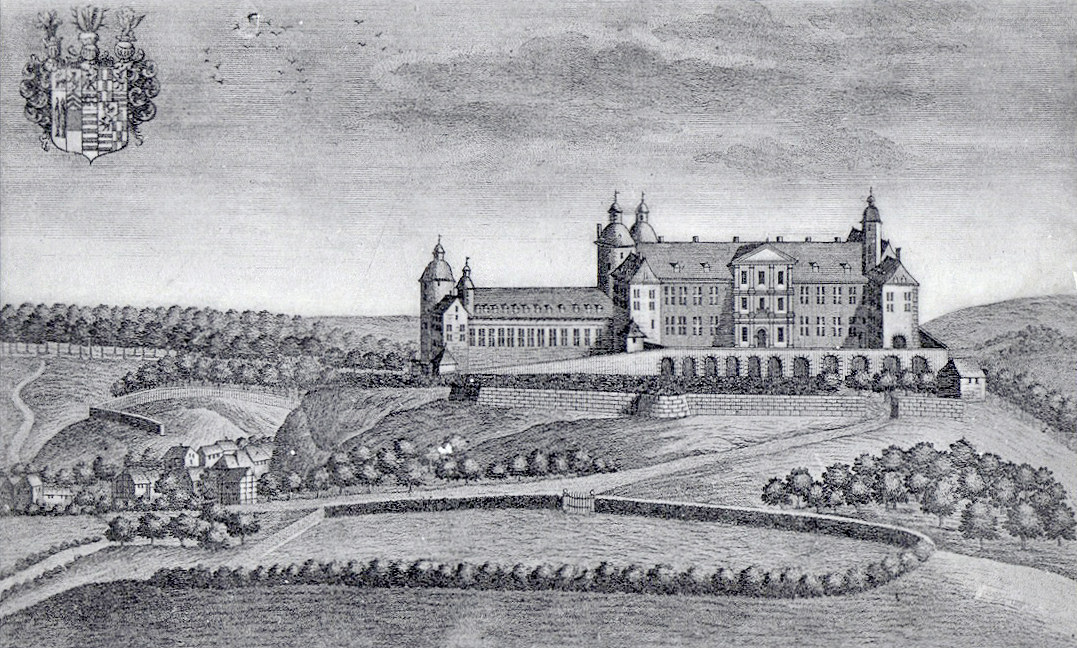
Schloss Rochefort auf einer Zeichnung von Remacle Le Loup um 1740

Ab 1737 war wieder die Familie zu Stolberg die Besitzerin. Sie ließ die mittelalterliche Burganlage zu einem Schloss um- und ausbauen. Dabei wurde unter anderem der große quadratische Bergfried abgerissen und ein Ehrenhof auf einer künstlichen Terrasse angelegt. Die Wehrmauern der Anlage ließen die Stolberger niederlegen oder in neue Gebäude integrieren. Ein Modell des damaligen Neubaus ist im kleinen Museum des Schlosses zu sehen. Die Anlage blieb jedoch in gewissem Maße befestigt und behielt diverse Wehrelemente zu ihrer Verteidigung.
Die folgenden Jahre blieb es ruhig um Rochefort, ehe im Oktober 1774 aufgebrachte Bürger des Ortes die Anlage erstürmten und erst bei dem Versuch, in die gräflichen Appartements einzudringen, zurückgeschlagen werden konnten. 1796 marschierten französische Revolutionstruppen in Rochefort ein und besetzten das Schloss, das zu jener Zeit von einem Verwalter der Familie zu Stolberg betreut wurde. Er kaufte die Anlage 1811, nachdem sie eingezogen und zu Nationaleigentum erklärt worden war. Es fehlten ihm aber die finanziellen Mittel, das Schloss auf Dauer zu unterhalten, sodass er gezwungen war, die Gebäude Stück für Stück abzureißen und ihr Baumaterial zu verkaufen. Über zwei unverheiratete weibliche Mitglieder der Familie Jacquet, die ihren gesamten Besitz ihrem Großneffen G. de Warzée vermachten, kam die Schlossruine im Februar 1883 durch Kauf an die beiden Notare Delvigne und Justin Collignon. Letzterer errichtete 1840 an Stelle eines ehemaligen Wehrturms das sogenannte Maison carrée, einen quadratischen Backsteinbau im Stil des Klassizismus. Ihm fügte der Unternehmer Emile Cousin 1906 am Ort des einstigen Marstalls einen Anbau im historistischen Stil der Neogotik hinzu, der heute – gemeinsam mit dem Maison carrée – als Neues Schloss (französisch Château neuf) oder auch als Château Cousin bezeichnet wird. Das übrige Areal um die Ruinen ließ er zu einem romantischen Park umgestalten.

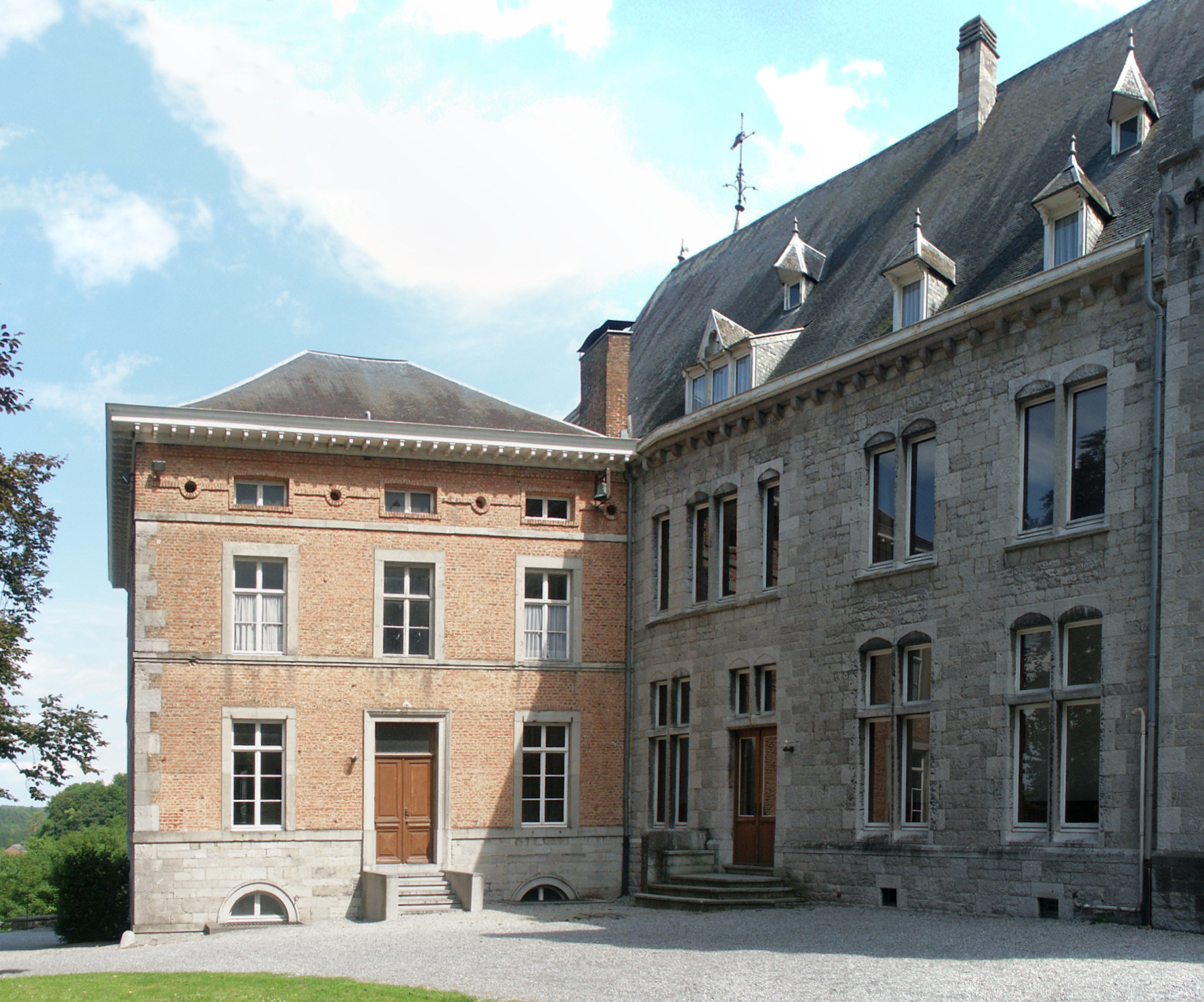
Das Château neuf

Nachfahren Cousins verkauften die Anlage 1971 an das Bildungsministerium (Ministère de l'Education nationale), das im Neuen Schloss anschließend ein Internat betrieb. Ab 1976 fanden auf dem Schlossareal Ausgrabungen statt, die unter anderem auf dem höchsten Punkt des Plateaus die Fundamente des Bergfrieds sowie den 50 Meter tiefen Burgbrunnen zutage förderten. 1978 übertrug das Ministerium die Schlossruine der französischen Gemeinschaft. In der Zeit von 1982 bis 1989 folgten Sicherungs- und Instandhaltungsmaßnahmen an den Resten der noch vorhandenen Bausubstanz, deren Kosten bei umgerechnet etwa 500.000 Euro lagen. Ab 1987 wurde die Ruine durch den Verein Les Amis du Château Comtal de Rochefort verwaltet, der sie im Juli jenes Jahres der Öffentlichkeit zugänglich machte. Bis zu 25.000 Besucher jährlich konnte die Anlage seitdem verzeichnen. Weitere Ausgrabungen fanden ab Sommer 1991 statt. Pläne, das Schloss durch die Gemeinde Rochefort zu kaufen, wurden indes nicht umgesetzt. Anstatt dessen erwarben es im Jahr 2005 die Eheleute André Querton und Charlotte Lhoist, eine Urenkelin des einstigen Eigentümers Emile Cousin. Das Paar ließ das Neue Schloss ab Sommer 2008 zu einem Erholungsheim für kranke Kinder umbauen, das 2010 seinen Betrieb aufnahm.

## Beschreibung
Die ehemals weitläufige Schlossanlage ist heute nur noch rudimentär vorhanden. Die von weitem auffälligste Restpartie ist der Mittelrisalit des Logis. Dieses erhaltene Stück Mauerwerk besteht aus Kalksteinquadern. Eine Freitreppe aus gesägtem Blaustein führt zu seinem rundbogigen Portal hinauf, das von zwei toskanischen Pilastern flankiert wird. Ebenfalls noch leidlich gut erhalten ist ein Geschoss des einstigen Rundturms an einer Nordost-Ecke. Die groben Hausteinquader seines Mauerwerks und sein Tonnengewölbe deuten darauf hin, dass er schon im Mittelalter errichtet wurde, es ist jedoch zu wenig originale Bausubstanz vorhanden, um ihn sicher zu datieren.
Durch Zeichnungen des belgischen Künstlers Remacle Le Loup aus der Zeit um 1740 ist überliefert, wie die Schlossanlage nach ihrer Umgestaltung im 18. Jahrhundert ausgesehen hat. Demnach bestand sie aus einem Hochschloss und sich daran anschließenden Wirtschaftsgebäuden. Das zweigeschossige Logis besaß elf Achsen, von denen sich die drei in der Mitte liegenden in einem Mittelrisalit mit Dreiecksgiebel befanden. Dem Logis schlossen sich an dessen Nordost- und Südwest-Ende rechtwinkelig zwei sehr kurze Seitenflügel an und begrenzten mit ihm gemeinsam einen Ehrenhof. Der Gebäudekomplex wurde durch mehrere Rundtürme mit barocken Hauben sowie Laternen flankiert und stand auf einem künstlich angelegten Plateau, das von massiven Kalksteinmauern mit Arkaden gestützt wurde. Acht dieser Rundbögen sind noch erhalten. An das Hauptschloss grenzte im Nordosten ein ebenfalls zweigeschossiger, jedoch niedrigerer Wirtschaftsflügel, der etwa die gleiche Länge wie das Logis besaß. Dort waren unter anderem Scheunen, Ställe für das Nutzvieh und der Marstall zu finden. Eine rampenartige Auffahrt führte entlang der symmetrischen Gartenanlagen nach französischem Vorbild zum Wirtschaftshof, der durchquert werden musste, um zum Hauptschloss zu gelangen.